# Khorram Bīsheh
Khorram Bīsheh (persiska: خرم بیشه) är ett samhälle i Iran.   Det ligger i provinsen Gilan, i den nordvästra delen av landet, 250 km nordväst om huvudstaden Teheran. Khorram Bīsheh ligger 6 meter över havet och antalet invånare är 303.
Terrängen runt Khorram Bīsheh är platt.Runt Khorram Bīsheh är det ganska tätbefolkat, med 111 invånare per kvadratkilometer. Närmaste större samhälle är Rasht, 16,4 km öster om Khorram Bīsheh. Trakten runt Khorram Bīsheh består till största delen av jordbruksmark.